# Premio Françoise Sagan
El premio Françoise Sagan (en francés: prix François-Sagan) es un premio literario francés creado en 2010 por Denis Westhoff, hijo de la escritora Françoise Sagan.

## Historia
El premio Françoise Sagan nace con la voluntad de recompensar a « un autor no premiado ». Distingue así una obra en lengua francesa que destaca por su renovación y por su talento. La selección de los títulos finalistas es tarea de los miembros del jurado. Cada uno de ellos propondrá uno o dos libros que pueden competir.

## Jurados
En 2010, el primer jurado estuvo presidido por Denis Westhoff, creaor del premio. En años sucesivos, sería el escritor o escritora premiado el año anterior el presidente del nuevo jurado. 
- 2010 : Denis Westhoff (presidente), Patrick Besson, Michel Déon, Jérôme Garcin,  Annick Geille, François Gibault, Olivia de Lamberterie, Justine Lévy, Françoise-Marie Santucci, Delphine de Vigan, Florian Zeller y como miembro de honor Frédéric Mitterrand, ministro de Cultura.[2]
- 2011 : Adélaïde de Clermont-Tonnerre (premio 2010), Guillaume Durand, Jean-Louis Ezine, Olivia de Lamberterie, Jean-Claude Lamy, Macha Makeieff, Patrick Poivre d'Arvor, Yves Simon, Delphine de Vigan, Caroline Wassermann y Denis Westhoff.[3]
- 2012 : Fabienne Berthaud (premio 2011), François Angelier, Arnaud Cathrine, Adélaïde de Clermont-Tonnerre, Kathleen Evin, Xavier Houssin, Olivia de Lamberterie, Philippe Lefait, Véronique Ovaldé, Delphine Peras y Denis Westhoff[4]
- 2013 : Célia Houdart (premio 2012), Alexandre Fillon, David Foenkinos, Olivier Mony, Anne Plantagenet, Colombe Schneck, Amanda Sthers, Augustin Trapenard.[5]
- 2014 :
  - Miembros permanentes : Adélaïde de Clermont-Tonnerre, Olivia de Lamberterie, Denis Westhoff
  - Jurado 2014 : Olivier Bouillère (premio 2013), Annabelle Mouloudji, Bernard Lehut, Hélène Gaultier, , Philippe Delaroche, Simonetta Greggio, Éric Naulleau, Arielle Dombasle, Marianne Payot
- 2015 :
  - Miembros permanentes : Adélaïde de Clermont-Tonnerre, Olivia de Lamberterie, Denis Westhoff
  - Jurado 2015 : Julia Kerninon (premio 2014), Virginie Goleada, Blandine de Caunes, Céline Hromadova, Stéphanie de las Horts, Valérie Gans, Patricia Martin, Karine Tuil, Frédéric Moreno, Benoît Graffin, Franck Maubert.
- 2016 :
  - Miembros permanentes : Adélaïde de Clermont-Tonnerre, Olivia de Lamberterie, Denis Westhoff
  - Jurado 2016 : Vincent Almendros (premio 2015), Danielle Cillien-Sabatier, Loïc Ducroquet, Émilie Frèche, Matthieu Garrigou-Lagrange, Arnaud El Guern, Louise Mailloux, Valérie Mirarchi.
- 2017 :
  - Miembros permanentes : Adélaïde de Clermont-Tonnerre, Olivia de Lamberterie, Denis Westhoff
  - Jurado 2017 : Éric Laurrent (premio 2016), Christine Ferniot, Agnès Sureau, Émilie de Turckheim, Claire Berest, Ingrid Lafon, Alice Froussard, Nicolas Delesalle, Pascal Thuot.
- 2018 :
  - Miembros permanentes : Adélaïde de Clermont-Tonnerre, Olivia de Lamberterie, Denis Westhoff
  - Jurado 2018 : Guy Boley (premio 2017), Stéphane Barsacq, Dominique Bettencourt, Marie-Ève Lacasse, Virginie El Gallo, Bernard Pascuito, Natacha Polin, Hugo Wintrebert.
- 2019 :
  - Miembros permanentes : Adélaïde de Clermont-Tonnerre, Denis Westhoff
  - Jurado 2019 : Violaine Huisman (premio 2018), Julien Cendres, Élisabeth Fouché, Martine Freedman, Estelle Gentilleau, Pauline Jallon, Mazarine Pingeot, Romain Sardou, Anne Laure Vial .
- 2020 :
  - Presidente : Denis Westhoff
  - Jurado 2020 : Sophie Blandinières (lauréate 2019), Corinne Bapel, Stéphanie Cissoko, Amandine Cornette de Santo-Cyr, Christine Goguet, Charlotte Hellman,  Brigitte El Guern, Bertrand Louët, Maria Pourchet, Christophe Rioux, Philippe Turron.

## Ganadores
- 2010 : Piel de Adélaïde de Clermont-Tonnerre (Stock)
- 2011 : Un jardín sobre el vientre de Fabienne Berthaud (JBZ y Cie)[6]
- 2012 : Carrare de Célia Houdart (P.O.L)
- 2013 : La Pimienta de Olivier Bouillère (P.O.L)
- 2014 : Buvard de Julia Kerninon (ediciones del Rouergue)
- 2015 : Un verano de Vincent Almendros (Las Ediciones de Media noche)
- 2016 : Un hermoso comienzo de Éric Laurrent (Las Ediciones de Media noche)
- 2017 : Hilos del fuego de Guy Boley (Grasset)
- 2018 : Fugitive porque reina de Violaine Huisman (Gallimard)

Selección 2018 : Violaine Huisman, Fugitive porque reina (Gallimard) - Marina de Van Betty, La Noche (Albin Michel) - Philippe Lacoche, El Camino de los fugues (El Rocher) - Arno Bertina, De los castillos que quemen (Verticales) - Julien Bouissoux, Enero (El Olivier) - Éric #Suizo francófono, Mi padre, mi madre y Sheila (Stock) - Colombe Schneck, Las Guerras de mi padre (Stock) - Violaine Bérot, Desnuda Bajo la luna (Buchet-Chastel) - Miguel Bonnefoy, Azúcar negro (Rivages) - Jean-Baptiste Gendarme, La Noche y de los Polvos (Gallimard) - Bénédicte Martin, Rompió (Lattès)
- 2019 : Le sort tomba sur le plus jeune de Sophie Blandinières (Flammarion)

Mención especial del jurado : Los Impatients, Maria Pourchet (Gallimard)
Selección 2019 : La mañana es un tigre, Constance Joly (Flammarion) - La suerte topó el plus joven, Sophie Blandinières (Flammarion) - Nietzsche a Paraguay, Nathalie Príncipe y Christophe Príncipe (Flammarion) - Cómo todo ha comenzado, Philippe Joanny (Grasset) - El rapto de los Sabines, Émilie de Turckheim (Eloïse de Ormesson) - Los impatients, Maria Pourchet (Gallimard) - Los enténébrés, Sarah Chiche (Umbral) - Vigilante, Hyam Zaytoun (El Trípode) - Arcadie, Emmanuelle Bayamack-Tam (P.O.L) - El discurso, Fabrice Caro (Gallimard) - Señor Viannet, Véronique Goaziou (La Mesa redonda)
- 2020 : La Dissonante de Clément Rossi (Gallimard)